# フランス祖国同盟

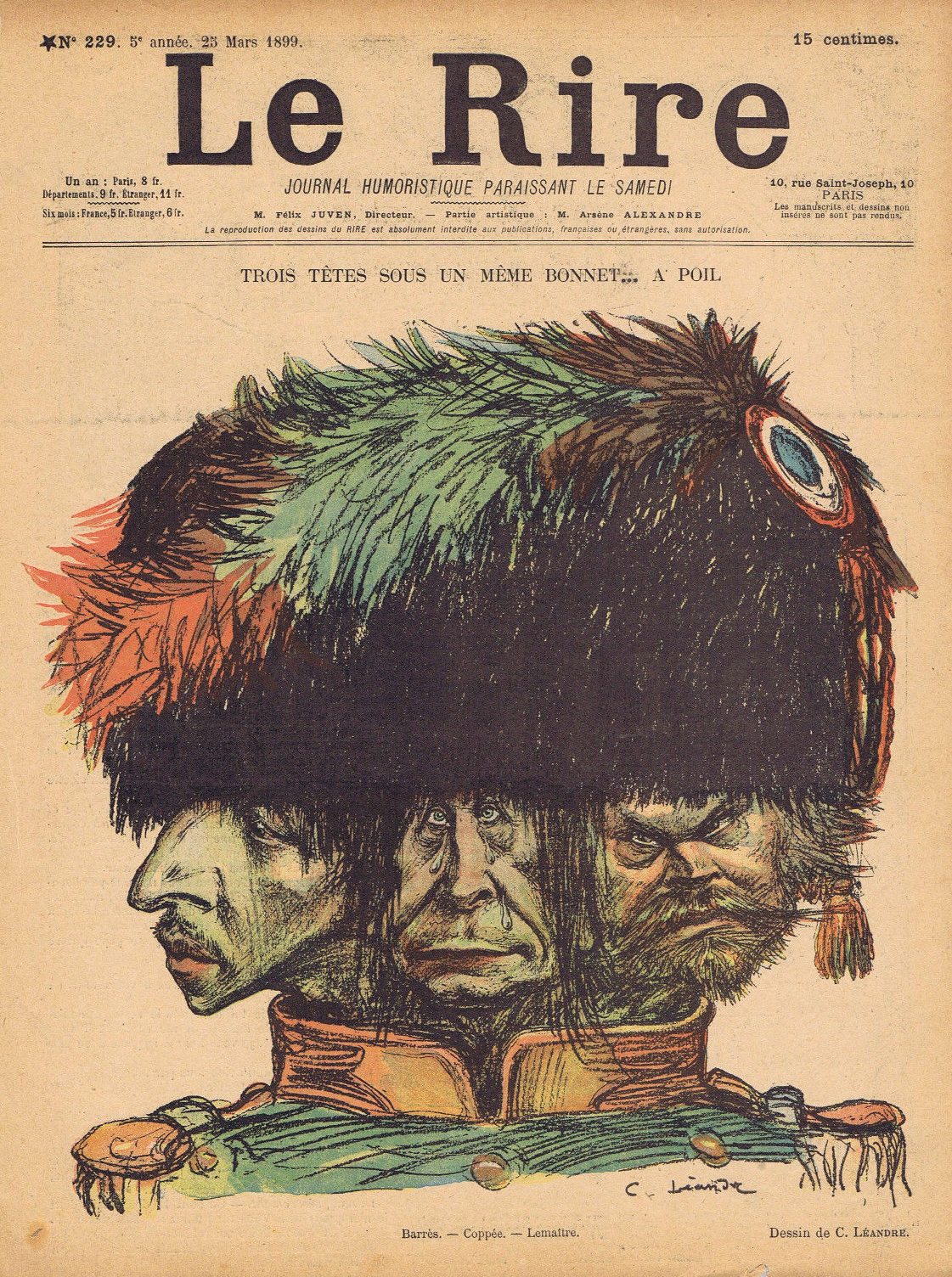
シャルル・レアンドルによるバレス、コペ、ルメートルのフランス祖国同盟三巨頭の風刺画

フランス祖国同盟 (Ligue de la patrie française) とは、ドレフュス事件に対して反ドレフュス派の知識人が1898年12月31日に結成したフランスの政治団体。

## 沿革

### 創立
1887年から1889年にかけて反議会主義的・反共和主義的政治運動のブーランジスムが展開した。1894年のドレフュス事件、そして1898年1月には作家エミール・ゾラが「私は弾劾する」を発表してドレフュスを擁護し、またドレフュス派により人間および市民の人権連盟（現人権同盟）が結成され、ドレフュスの再審を求める声が高まった。
こうした動向に対して反ドレフュス派若手教師のガブリエル・シヴトン、ルイ・ドーセ、アンリ・ヴォージョワは、すべての知識人がドレフュス派・左派の立場に立つわけではないこと、ドレフュスや政教分離の共和国を擁護する立場と同様に祖国を擁護する立場にも確固たる根拠があることを示すために、非左派知識人組織の立ち上げを計画した。1898年10月25日、パリの会合を皮切りに、リールに支部が作られた。彼らはドレフュスを擁護するゾラや、彼らの多くが国際主義・平和主義の左派の陰謀と呼ぶものを攻撃するために請願書を作成し、署名を求めた。1898年11月、パリの学校で署名された請願書を政治家、知識人、芸術家らに配布した。シャルル・モーラスは作家のモーリス・バレスの支持をとりつけたほか、この運動は、地理学者マルセル・デュボワ、アカデミー・フランセーズ会員詩人フランソワ・コペ、フランス学士院アカデミー・フランセーズ会員の批評家ジュール・ルメートルの重要な三人の協力を得た。ルメートルが組織を運営する一方で、バレス（とりわけ、彼のナショナリズム）は運動に思想的基盤を提供した。
シャルル・ダニエルーは、ゾラとコペの最後の会合に参加していた。ゾラはドレフュスが無罪であるとする『私は弾劾する』を発表しないようにコペから嘆願されていたが、ゾラは発表を決意した。ダニエルーはコペを支持し、1898年12月の祖国同盟の結成に尽力した。
1898年12月31日に祖国同盟の結成が最終的に決定され、1899年1月4日の結成時にはジュール・ルメートルが代表に任命された。ルメートルは1月19日、組織会合を開いた。バレスは祖国同盟の知的指導者であった。
同じ1898年にはドリュモンの「全国反ユダヤ青年会」も誕生している。

### 活動期

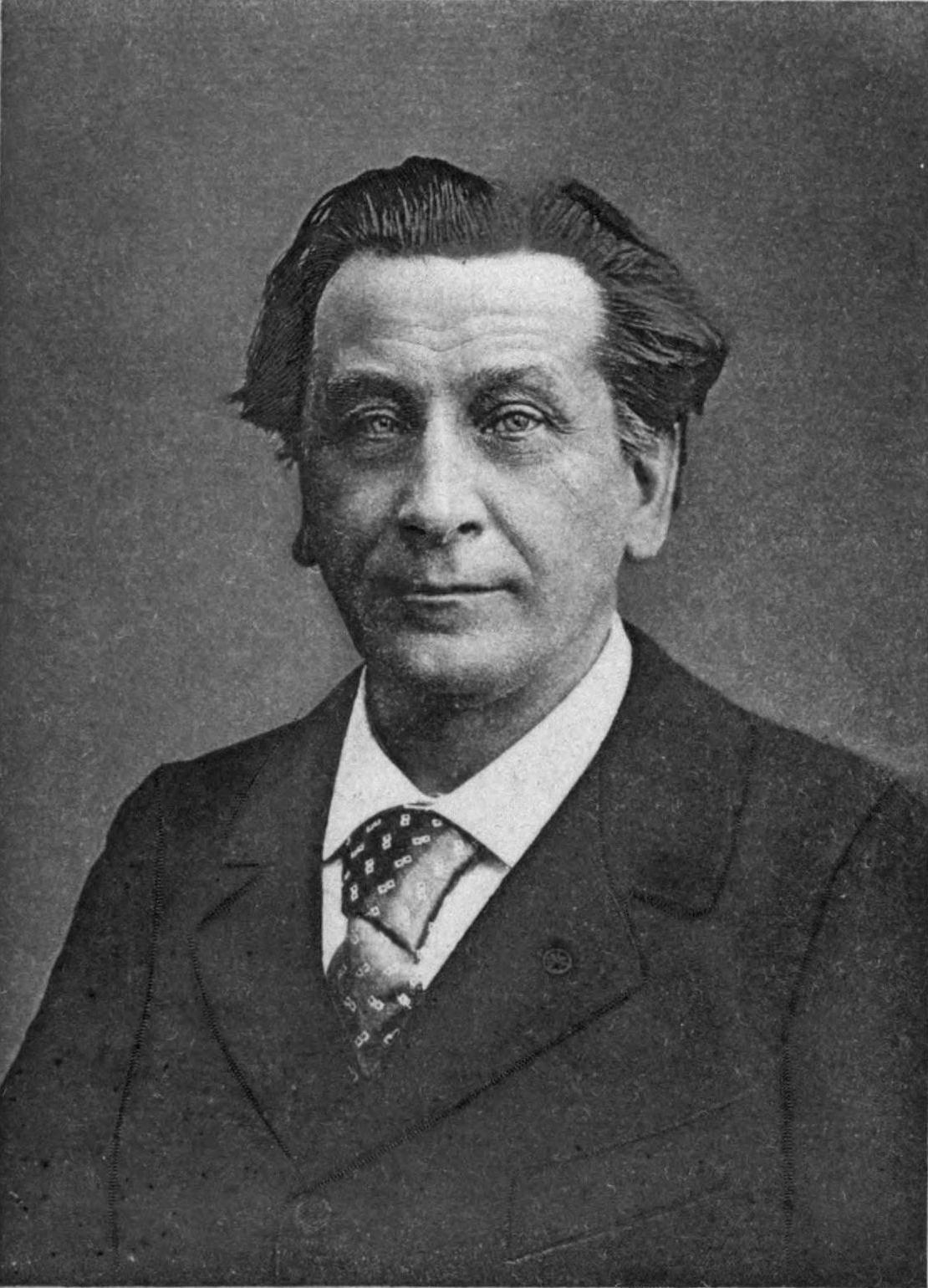
詩人、アカデミー・フランセーズ会員のフランソワ・コペ会長

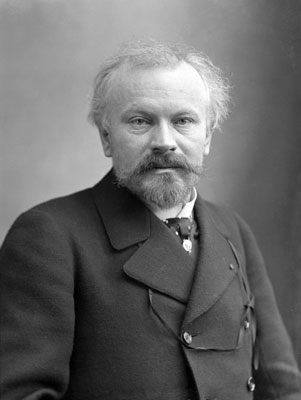
批評家・作家、アカデミー・フランセーズ会員のジュール・ルメートル議長

反ドレフュス派の知識人が結集したフランス祖国同盟は、アカデミー・フランセーズ、軍部、教会、貴族層、富裕層と協調体制をとり、ジョルジュ・クレマンソーによる「知識人声明（Manifeste des intellectuels )に匹敵する大きな影響力を持った。
作家のジィップ(マルテル・ジャンヴィル伯爵夫人)やピエール・ルイス、SFの父ジュール・ヴェルヌ、ノーベル文学賞を受賞したフレデリック・ミストラル、画家のエドガー・ドガ、ピエール＝オーギュスト・ルノワールなども加盟した祖国同盟は、結成後一ヶ月で加盟者は30,000人を超えた。加盟者の70%は弁護士、医者、文学、芸術界で、労働者や職工の加盟者は4%ほどだった。
1899年1月19日、祖国同盟議長ルメートルは、ユダヤ人、プロテスタント、フリーメイソンが連帯して過去の復讐を償わせるために、ここ20年フランスの権力を握っていると会合で演説したものの、祖国同盟は反ユダヤ主義の立場を全面に出すことはなかった。またカトリック教会の擁護を強く主張することもなかった。祖国同盟は旧秩序の回復を目指したが、権威主義的な体制を確立しようとしたわけではなかった。
愛国者連盟や他のポピュリズム団体と違って、祖国同盟は暴力を否定し、暴言を避け、そのことで中間層にも受容されていった。1899年2月には加盟者4万人となった。祖国同盟は資金もあり、フランス全土に広がったが、組織は弱体であった。中道共和派のフェルディナン・ブリュヌティエールはドレフュス事件や、バレスのように共和派政権を転覆する口実を探していた反ユダヤ主義ナショナリストによる政治の混乱を終わらせたいだけであったことなどから、祖国同盟は分裂していった。コペはボナパルティスト的傾向があり、クーデターを支持した。フランス祖国同盟の加盟者は一時10万人に上ったが、統一的な行動を起こせなかった。また、同盟員の作家アナトール・フランスはドレフュス擁護派だった。

### 分派アクション・フランセーズ
1899年、モーリス・ピュジョとアンリ・ヴォージョワは祖国同盟を離れ、1899年6月に反ユダヤ主義右翼運動アクション・フランセーズを結成し、雑誌『アクション・フランセーズ誌 (Revue de l'Action française)』を発刊した。祖国同盟の臆病な体質と組織的目的の欠如を批判していたシャルル・モーラスがすぐにアクション・フランセーズに参加した。雑誌『アクション・フランセーズ誌』はラジカルな反共和主義の主張を展開した。モーラスはブルボン王朝の君主制を復古すべきであり、そのためには暴力も必要に応じて用いるとした。
祖国同盟は1900年のパリ市町村議会選挙である程度の成功を収めたが、まもなく分裂していった。反ドレフュス主義は、異なる意見を持つ加盟者を統一させるには不十分であった。1902年の選挙では祖国同盟の候補者はパリ以外ではほとんど支持されなかった。祖国同盟の支持者は、祖国同盟の立候補でなく、共和派で連邦修正同盟で愛国者同盟副代表のアルベール・ゴーティエ・ド・クラニーや、ジュール・メリーヌの共和主義者連盟を支持した。
1903年5月7日の会合では5000人が集まった。しかし、1904年の地方選挙で敗北後、急速に衰退していった。

### カード事件
一方、祖国同盟の会計ガブリエル・シブトンは1902年に議員となった。
反教権主義者のルイ・アンドレ陸軍大臣は、フリーメイソンの報告書を使って、公務員におけるカトリック教徒による宣教を阻止するために情報を集めた。1904年、フランス大東社（グラントリアン）事務のジャン・ビジュガンはシブトン議員にファイルを40000フランで売却し、シブトン議員はアンドレ大臣を国会で追及して名声を得た。しかしシブトンは急死したため、フリーメイソンの陰謀によると支持者は考えた。このファイル事件 (Affaire Des Fiches) は、エミール・コンブ首相辞任をもたらした。
ルメートルが祖国同盟を離れてからは、ルイ・ドーセが代表に就任したが、1905年に辞任した

## 幹部
- フランソワ・コペ(François Coppée)-名誉会長。詩人、アカデミー・フランセーズ会員。
- ジュール・ルメートル(Jules Lemaître)-批評家・作家、フランス学士院アカデミー・フランセーズ会員。ルメートルの愛人ド・ロワヌ夫人(Comtesse de Loynes)のサロンには、アーリア主義の思想家エルネスト・ルナン、作家のギュスターヴ・フローベール、アルフォンス・ドーデ、ギ・ド・モーパッサン、アナトール・フランス、モーリス・バレスがいた[25]。
- ガブリエル・シブトン（Gabriel Syveton) – 会計、教師
- ルイ・ドーセ（Louis Dausset) – 事務総長。スタニスラス学院教師
- アンリ・ヴォージョワ（Henri Vaugeois)– 事務補佐、哲学教授
- アルフレッド・マチュー・ジアール – 代表、動物学者、フランス学士院科学アカデミー会員
- フランソワ・ド・マイ(François de Mahy) – 代表。政治家。
- モーリス・バレス – 代表。小説家、ジャーナリスト
- フェルディナン・ブリュネティエール（Ferdinand Brunetière) – 代表。批評家、作家。
- マルセル・デュボワ（Marcel Dubois） – 代表。地理学者。

## 加盟者
初期加盟者
- ジュリエット・アダム(Juliette Adam)- 作家、フェミニスト
- ポール・アラール　(Paul Allard)-考古学
- ガストン・パスキエ　(Gaston Audiffret-Pasquier)- 政治家、アカデミーフランセーズ会員
- エルネスト・バベロン　(Ernest Babelon) -貨幣学
- シャルル・バルビエ・ド・メナール - 東洋学
- アルヴェード・バリン　(Arvède Barine) - 作家
- アルベール・バルトロメ　(Albert Bartholomé) - 画家,彫刻家
- シャルル・コスタ・ド・ボールガール (Charles Costa de Beauregard) -歴史家
- アンドレ・ベルソール - 旅行家
- ジャン・ベロー - 画家
- ジャック＝エミール・ブランシュ - 肖像画家
- ガストン・ボワシエ(Marie-Louis-Antoine-Gaston Boissier)-古典学、アカデミーフランセーズ会員
- ロベール・ド・ボニエール（Robert de Bonnières)-詩人
- アンリ・ド・ボルニエ(Henri de Bornier)-詩人
- テオドール・ボトレル(Théodore Botrel)作詞家
- ポール・ブールジェ(Paul Bourget)-フランス学士院会員
- ブーシネスク(Joseph Valentin Boussinesq)- 数学
- アンリ・ブーテ - 画家
- ピエール・ブレヴィル(Pierre de Bréville) - 作曲家
- アルベール・ド・ブロイ - 政治家
- エドメ・ブロンニャール(Charles Jules Edmée Brongniart)- 昆虫学、古生物学
- カラン・ダッシュ - 風刺画家
- カロリュス＝デュラン - 画家
- オクターブ・カランドロー - 天文学者
- アルベール・カレ[Albert Carré]-喜劇俳優、演出家
- カヴァイニャック[Jacques Marie Eugène Godefroy Cavaignac]-政治家
- シャンピオン[Honoré Champion]-書籍商
- ショファール[Anatole Chauffard]-医師
- シェルブリエ[Victor Cherbuliez]-作家
- アルトゥル・チュケ[Arthur Chuquet]-歴史家
- エドゥアール・コリニョン[Édouard Collignon]-エンジニア
- ギュスターヴ＝クロード＝エティエンヌ・クルトワ - 画家
- パスカル・ダニャン＝ブーベレ - 画家
- レオン・ドーデ（Léon Daudet)-作家
- エドガー・ドガ - 画家
- レオン・デシャン[Léon Deschamps] - 小説家
- エドゥアール・デタイユ - 画家
- レオン・ディエリクス[Léon Dierx]- 高踏派詩人、画家
- ジュール・アルベール・ド・ディオン[Jules-Albert de Dion] - 自動車開発者
- ルネ・ドゥミック[René Doumic] - 作家、ジャーナリスト
- ギョーム・デュビュフ - 画家
- ピエール・デュエム - 物理学者
- エマニュエル・デザール[Emmanuel des Essarts] - 詩人
- エミール・ファゲ（Émile Faguet）-フランス学士院会員
- ジャン＝ルイ・フォラン - 画家、版画家、イラストレーター
- ポール・フーカル[Paul Foucart] - 碑文研究
- アンリ・ゴーチェ＝ヴィラール[Henry Gauthier-Villars] - 作家
- エミール・ゲバート[Émile Gebhart] - 作家、アカデミー・フランセーズ会員
- ジャン＝レオン・ジェローム - 画家
- ジョルジュ・ゴヤウ[Georges Goyau] - 歴史家
- アルフレッド・グランディディエ[Alfred Grandidier] - 博物学
- ジィップ(ジプ)(Gyp,Sibylle Riqueti de Mirabeau) - 作家
- モーリス・オリオ[Maurice Hauriou] - 法律家、社会学者
- ジョゼ・マリア・ド・エレディア(José-Maria de Heredia)　-フランス学士院会員
- シャルル・エルミート - 数学者
- アンリ・フーサイ[Henry Houssaye] - 歴史家
- アンリ・ユシャール[Henri Huchard] - 神経学
- ヴァンサン・ダンディ - 作曲家
- ジャン＝アントワーヌ・アンジャルベール - 彫刻家
- エルネスト・デ・ジョンキエール[Ernest de Jonquières] - 数学者
- カミーユ・ジョルダン - コレージュ・ド・フランス教授・数学者
- ピエール・ラフィット[Pierre Laffitte] - コレージュ・ド・フランス教授・哲学者
- アルベール・ド・ラパラン[Albert Auguste Cochon de Lapparent] - 地質学者、フランス学士院科学アカデミー会員
- アンリ・ラヴェダン(Henri Lavedan)-ジャーナリスト
- アンリ・ルシャトリエ - 化学者
- ジャン＝ジュール＝アントワーヌ・ルコント・デュ・ヌイ -画家
- ルイ・レジェ(Louis Léger)-スラヴ研究
- エルネスト・ルグーヴェ(Ernest Legouvé)-作家
- エミール・ルモワーヌ - 数学者
- オギュスト・ロニョン(Auguste Longnon)-歴史家
- ピエール・ルイス - 作家
- フレデリク・マッソン(Frédéric Masson)-歴史家
- シャルル・モーラス-作家
- スタニスラス・ムーニエ(Stanislas-Étienne Meunier)-地質学
- メジエール(Alfred Mézières)- 作家
- フレデリック・ミストラル- 作家、1904年ノーベル文学賞受賞
- ルイ・モンテイユ(Parfait-Louis Monteil)-将校
- オクターブ・レベスク(Octave Lebesgue)-ジャーナリスト
- マリ・ド・ムン(Adrien Albert Marie de Mun)-政治活動家
- ジャック・ノルマン(Jacques Normand)-詩人
- モーリス・オーカニエ(Philbert Maurice d'Ocagne)-数学
- エドムンド・ペリエ(Edmond Perrier)-動物学
- ジュルヴィル(Louis Petit de Julleville)-学者
- エミール・ピカール- 数学者
- モーリス・プジョ（Maurice Pujo）
- ジャン＝フランソワ・ラファエリ画家
- アルフレッド・ニコラ・ランボー(Alfred Nicolas Rambaud)-歴史家
- オネジム・レクル(Onésime Reclus)-地理学
- ピエール＝オーギュスト・ルノワール - 画家
- アンリ・ルアール - 画家
- ウジェーヌ・ルーシェ（Eugène Rouché） - 数学
- E.ルース(Edmond Rousse)-弁護士
- サンマルソー(René de Saint-Marceaux)-彫刻家
- フランシスク・サルセー(Francisque Sarcey)- 評論家
- ピエール・セギュ(Pierre de Ségur)-作家
- ポール・シルベストル(Paul Armand Silvestre) - 詩人
- アルベール・ソレル(Albert Sorel)-フランス学士院会員
- アンドレ・テュリエ[André Theuriet] - 詩人、作家
- ジョルジュ・ティエボー[Georges Thiébaud] - ジャーナリスト
- ポール・ダンジャン (Paul Thureau-Dangin) - 歴史家
- シュザンヌ・ヴァラドン - 画家
- アルベール・ヴァンダル　Albert Vandal
- ジュール・ヴェルヌ - 作家、SF小説の開祖
- シャルル・ジャン・メルキュール・ド・ヴォーグ　[Charles-Jean-Melchior de Vogüé ]　- 外交官、アカデミー・フランセーズ会員
- ウージェヌ・メルキュール・ド・ヴォーグ　[Eugène-Melchior de Vogüé]　- 外交官、考古学者
- シャルル・ウォルフ　- 天文学者

## 出版活動

### 雑誌
- Almanach de la Patrie française, Paris, (1900–1901), ISSN 2417-9949
- La Grand'garde: Journal républicain ["républicain hebdomadaire", "républicain nationaliste","Organe officiel du Comité départemental de la Patrie française"], weekly journal, Lille, (1901), ISSN 2128-9565
- Annales de la Patrie française, Paris, (1900–1905), ISSN 1149-4190
- Bulletin officiel de la Ligue de la Patrie française, Paris, (1905–1909), ISSN 1149-4220

### 記録
- Maurice Barrès (1899), Ligue de la patrie française, ed., La terre et les morts sur quelles réalités fonder la conscience française, Paris: bureaux de "La Patrie française", pp. 36
- Ligue de la patrie française (1900), Société anonyme des annales de la patrie française... Statuts, Paris: impr. Maulde : Doumenc, pp. 20
- Maurice Barrès (1900), Ligue de la patrie française, ed., L'Alsace et la Lorraine, Paris: bureaux de "La Patrie française", pp. 34
- Jules Lemaître (1900), Ligue de la patrie française, ed., Ligue de la "Patrie française" Discours de M. Jules Lemaître à Grenoble, Angers: impr. de Germain et G. Grassin
- Jules Lemaître (1900), Ligue de la patrie française, ed., L'action républicaine et sociale de la Patrie française: discours prononcé à Grenoble le 23 décembre 1900, Paris: bureaux de "la Patrie française", pp. 45
- Charles Bernard; Godefroy Cavaignac; Jules Lemaître; Auguste Mercier (1902), Ligue de la patrie française, ed., Conférence de M. Jules Lemaître,... Nancy, 1er décembre 1901, Nancy: A. Crépin-Leblond, pp. 62
- Ligue de la patrie française (1903), Fédération des comités de la "Patrie française", de la Ligue des patriotes, Républicain-nationaliste et Républicain-socialiste français de la 2e circonscription du lve arrondissement de Paris. La Candidature Maurice Barrès, Paris: la Fédération, pp. 64
- Maurice Barrès (1907), Ligue de la patrie française, ed., Les mauvais instituteurs: conférence prononcée à Paris, le 16 mars 1907 à la grande réunion de la Salle Wagram, Paris: bureaux de "La Patrie française", pp. 32

## 文献案内
- 木下半治『フランス・ナショナリズム史』国書刊行会 1976
- 深澤民司『フランスにおけるファシズムの形成 : ブーランジスムからフェソーまで』岩波書店,1999年